# آيفون 13 برو
آيفون 13 برو (بالإنجليزية: iPhone 13 Pro)‏ هو هاتف ذكي من سلسلة آيفون 13 صممت وسوقت من قبل شركة أبل. صدر الهاتف في 24 سبتمبر 2021 وقد كشف معه أجهزة أخرى مثل آيفون 13 برو ماكس وآيفون 13 ميني.